# Association d'athlétisme d'Irlande
L’Association d'athlétisme d'Irlande (en anglais Athletics Association of Ireland, AAI) est la fédération nationale d'athlétisme en Irlande. Comme son nom l'indique, elle ne se limite pas aux seuls habitants de la république d'Irlande mais à tous les habitants de l'île qui peuvent être licenciés et être sélectionnés en équipe nationale, conformément aux règles en vigueur également pour les autres nations britanniques. En 1948, la fédération refusait d'être nommée uniquement « Eire » lors du défilé de la cérémonie d'ouverture des Jeux à Londres mais tenait à l'appellation plus générique d'Irlande : elle n'obtint pas satisfaction alors. Son siège est à Dublin. Si sa création, sous le nom de Irish Amateur Athletic Association (IAAA) remonte à 1885, elle n'existe sous sa forme actuelle que depuis 2000 et est considérée comme fondée seulement en 1937.